# Moncef Amri
Moncef Amri (en arabe : منصف عمري), né le 22 décembre 1993 à Agadir (Maroc), est un footballeur marocain jouant au poste de défenseur au FUS de Rabat.

## Biographie

### En club
Moncef Amri naît à Agadir et commence le football professionnel en deuxième division marocaine avec le KAC de Kénitra. Lors de la saison 2019-2020, il termine le championnat à la dixième place de la deuxième division.
Le 17 novembre 2020, il s'engage librement à l'Olympique de Safi en signant un contrat de trois saisons. Le 18 mai 2021, il marque son premier but à la 28e minute avec l'Olympique de Safi à l'occasion d'un match de championnat face au Wydad Athletic Club (défaite, 3-1).